# رجوم صعصع
رجوم صعصع هو موقع أثري يقع شمال مدينة تيماء الواقع إلى الشمال الغربي من المملكة العربية السعودية.

## الوصف
وهي موقع يحوي عددًا من التلال الأثرية التي تمتد ناحية الجنوب إلى مسافة تصل إلى أكثر من 7 كم٬ وتبعد عن سور تيماء نحو كيلومتر واحد. قامت وكالة الآثار والمتاحف السعودية (الهيئة العامة للسياحة والتراث الوطني الآن) بإجراء حفريات فيه وعثرت على مجموعات من المدافن منها٬ مدفن على شكل مستطيلين متقاطعين يتجهان نحو الجهات الأصلية مع انحراف يسير يحيط بهما جدار دائري الشكل يبلغ قطره 6م. من المدافن المهمة في الموقع مدفن يقع إلى الشمال الشرقي من المدفن الأول؛ وهو مدفن مستطيل الشكل طوله 14م٬ وعرضه 4م٬ ومقسم إلى أربعة فواصل مبنية من الحجر بشكل عشوائي نتج منها خمس غرف للدفن مختلفة الأطوال٬ وقد استخدمت في بناء المدافن حجارة منتظمة الشكل للوجه الخارجي للجد ارن٬ أما الداخل فبني بحجارة غير منتظمة٬ وقد عُثر في هذا المدفن على عدد من الكسر الفخارية المختلفة والعظام والأصداف والقواقع.

## رجوم صعصع والأثار
- بعد المسح الأثري لتلال رجوم صعصع تم التعرف على أربعة أنماط معمارية ثلاثة منها توفرت بشكل كبير، أما الرابع فلا يوجد ما يماثله في الموقع وهو النوع الذي احتوى على نصب واقفة، وعليه تم اختيار تل من كل نوع كعينة من هذه التلال الكثيفة، ومن أبرز هذه التلال ما يلي:
- النوع الأول عبارة عن مبنى مشيد من الحجر على سطح الأرض يتخذ الشكل الدائري تعلوها دائرة أخرى أقل قطراً على شكل شاطب أو بشكل مدرج ارتفاعه من سطح الأرض يقارب المترين.
- النوع الثاني عبارة عن مبنى مستطيل الشكل تتخلله بعض الجدران المتقاطعة، ويبلغ ارتفاعه الستين سنتيمتراً عن سطح الأرض.
- النوع الثالث عبارة عن مبنى مشيد من الحجر على شكل دائرة حجرية، ولا يتضح وجود دوائر أخرى أدنى منها أو أعلى منها ووسطها أحجار ضخمة غير منتظمة.
- النوع الرابع عبارة عن مبنى دائري مدرج، ويتوسطه فتحات على شكل خطين متقاطعين، ويُلحق به من الجهة الجنوبية الشرقية مبنى منخفض عنه، وينتشر بالملحق عدد من الأعمدة الحجرية المنصوبة.[2]

## انظر ايضاً
- تيماء

## وصلات خارجية
- جولة داخل أقدم مقابر شبه الجزيرة العربية “رجوم صعصع “.

1. ↑  منطقة تبوك المواقع الأثرية موسوعة المملكة العربية السعودية. وصل لهذا المسار في 6 يناير 2015 نسخة محفوظة 04 مارس 2016 على موقع واي باك مشين.
2. ↑  منطقة رجوم صعصع بتيماء دراسة أثرية ميدانية، محمد بن حمد السمير التيمائي، وكالة الآثار والمتاحف، الرياض، 1426هـ/2006م، ص123.